# Joan Garcia Oliver
Joan Garcia Oliver (Reus, Baix Camp, 20 de gener del 1902 — Guadalajara, Mèxic, 13 de juliol del 1980) va ser un revolucionari anarcosindicalista català i ministre de la CNT durant la Guerra Civil espanyola.
| « | D'estatura mitjana, cepat, ossada ampla, caminar dreçat, mirada enèrgica, penetrant, rostre expressiu, front ample, sortit, nas ben perfilat, galtes solcades, mentó suau, cabells espessos, negres, pentinats enrere. | » |
| — Descripció de Garcia i Oliver el juliol del 1936 per Lluís Alegret a, Joan Garcia Oliver: retrat d'un revolucionari anarcosindicalista | |   |

## Biografia

### Infantesa i família

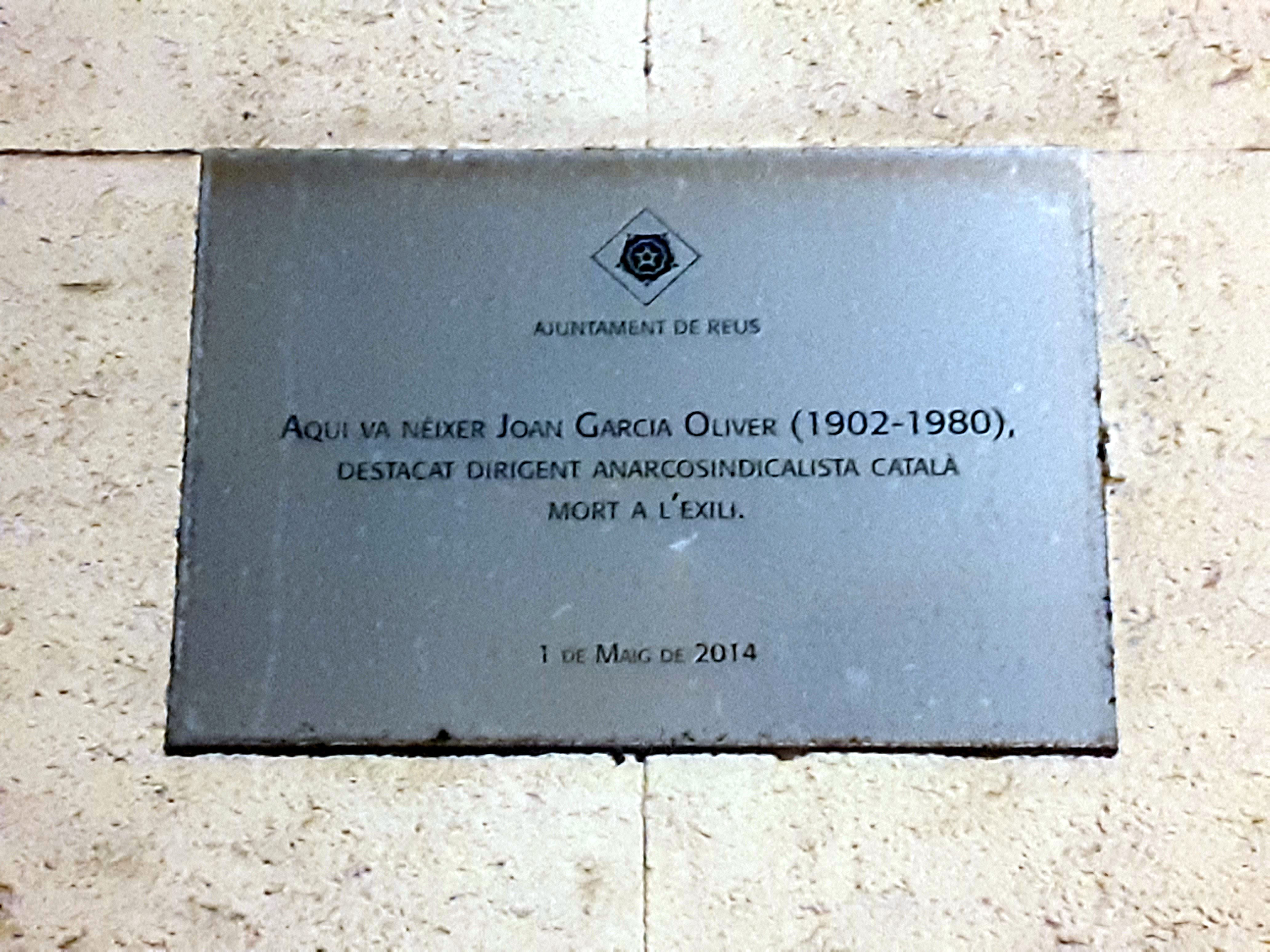
Placa a la seva casa natal a Reus

Joan Garcia Oliver va néixer el 20 de gener de 1902 a Reus, Baix Camp, en el si d'una família obrera. Era fill d'Antònia Oliver i Figueras, natural de Reus, i de José Garcia i Alba, natural de Xàtiva. En aquell moment, la família vivia al número 32 del carrer Sant Elias del nucli antic de Reus. En Joan era fill del segon matrimoni, després d'enviudar el seu pare i va tenir quatre germans, l'Elvira, la Mercè, en Pere i l'Antònia, i tres germanastres, en Josep, en Dídac i la Lluïsa; els seus germanastres no vivien amb ells sinó que vivien a Cambrils.
El seu germà Pere va morir de meningitis amb set anys, quan Joan encara era molt jove. Arran d'això la família es va haver d'endeutar i llavors la seva mare va haver de començar a treballar de rodetera. Quan tenia set anys, va poder rebre l'educació primària uns pocs mesos. Però, arran del naixement de la seva germana Antònia i de l'inici d'una vaga al Vapor Nou on treballava son pare, l'abocaren a abandonar temporalment els seus estudis i a posar-se a treballar. Va exercir de noi dels encàrrecs per un ral al dia en una petita fàbrica de bosses. Malgrat tot, en Joan va poder reprendre els seus estudis primaris al complir vuit anys a l'escola del mestre republicà Grau, després de superar un examen d'admissió. La seva escolarització va acabar als onze anys amb els estudis primaris.
El petit Joan Garcia va estar treballant de mosso a la casa comercial de vins de la viuda de Lluís Quer per un duro al mes durant tres anys. A la tardor del 1914, amb només tretze anys i cansat de la feina rutinària, va decidir escapar-se a França per buscar feina; només tenia coneixements bàsics de francès que havia après de forma autodidacta. Quan era prop de la frontera i sense diners, s'adonà que això no havia estat una bona pensada i se'n va tornar a Reus. Posteriorment, treballaria transitòriament en diversos restaurants. Primer, de xerric de cuina a la fonda La Nacional per quatre duros al mes, després al restaurant Sport Bar per una pesseta diària i finalment, a l'Hotel Nacional de Tarragona per deu duros al mes. Amb quinze anys, decideix traslladar-se a Barcelona a trobar feina i comença treballant de cambrer a La Ibérica del Padre i posteriorment, a la fonda de segona classe Hotel Jardín.

### Presa de consciència social

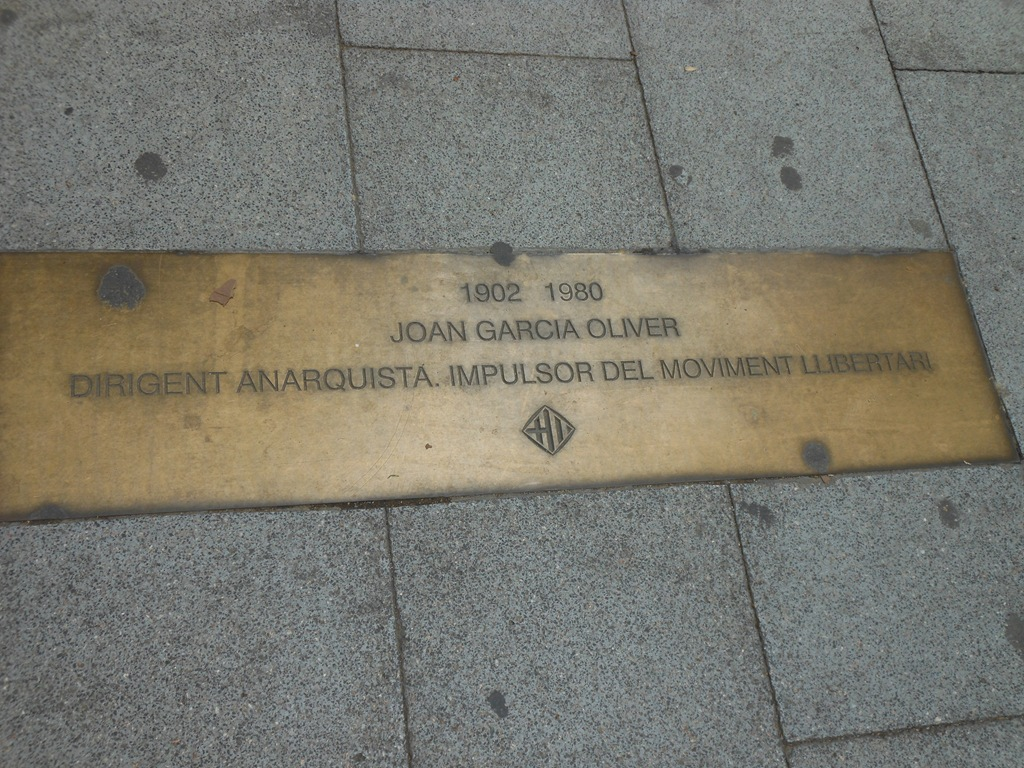
Placa en memòria de Joan Garcia Oliver, a la Rambla del Poblenou de Barcelona.

A Barcelona, el jove Garcia Oliver es troba en un moment de gran agitació social i d'intensa lluita sindical. Oliver va viure la vaga general de 1917 com a observador; era la seva segona experiència en un conflicte social. Cansat de la seva feina de cambrer a l'Hotel Jardín, l'abandona i comença a treballar al bar restaurant Las Palmeras del mercat de la Boqueria. Va agafar un treball de temporada de cambrer a la Colònia Puig de Montserrat la primavera de 1918 i, després de la finalització d'aquesta, a l'Hotel Restaurant La Española al carrer de la Boqueria. En aquesta darrera feina comença a assistir a les conferències de la Societat de Cambrers L'Aliança, que es feien al carrer Cabanyes.

### Anarcosindicalisme
El 1919 s'afilià primer a la Societat de Cambrers L'Aliança, adherida a la UGT, però més tard participà en la constitució del Sindicat de la Indústria Hostalera, Restaurants, Cafès i Annexos que s'integrà a la CNT. Participà en la formació del grup d'acció Los Solidarios (1922), que va atemptar contra el cardenal Juan Soldevila y Romero a Saragossa i contra el secretari general dels Sindicats Lliures Joan Laguía Lliteras a Manresa el 1923.
El 1924 fou detingut a Manresa i empresonat a Burgos i el 1926 a Pamplona. Fou alliberat en proclamar-se la Segona República Espanyola i tornà a Barcelona. Hom afirma que fou qui ideà la bandera roja i negra de la CNT, que s'exhibí per primer cop el primer de maig de 1931. Va ser secretari de la FAI i assistí al tercer congrés confederal de la CNT a Madrid del 10 al 16 de juny de 1931.
El 1932 participà en la revolta de l'Alt Llobregat i tornà a ser empresonat. Impulsà la formació del Comitè Nacional Revolucionari (que tingué la seu a Badalona) i dirigí la insurrecció de gener de 1933, que el portà de nou a la presó. Fou alliberat després del triomf electoral de les esquerres del febrer de 1936. Participà en el IV Congrés de la CNT a Saragossa el maig de 1936, i preveient l'aixecament militar, formà part del grup que cercà el proveïment d'armes. El juliol de 1936 impulsà la formació del Comitè de Milícies Antifeixistes de Catalunya i organitzà la columna los Aguiluchos que marxà al front d'Aragó, però fou cridat a tornar a Barcelona i prendre el comandament, sent representant de la CNT en el Comitè, en el que fou cap del departament de Guerra. Com a representant de la CNT-FAI fou ministre de Justícia en el govern de Francisco Largo Caballero (4 de novembre 1936 – 19 de maig 1937).
Inicià l'organització de les "Escoles Populars de Guerra" i posà en funcionament uns camps de treball per als detinguts polítics. Durant els fets de maig de 1937 exhortà als cenetistes de Barcelona que deixessin la lluita que havia esclatat en els carrers de Barcelona, cosa que més tard li fou fortament criticada. Exiliat l'any 1939 s'instal·là a Suècia, Veneçuela i Mèxic, país on va morir. Va escriure un llibre amb les seves memòries, El eco de los pasos.

## Obra publicada
- El eco de los pasos (1978)[5]